# Stade Malien de Bamako
L'Stade Malien de Bamako és un club de futbol malià de la ciutat de Bamako. També té diverses seccions esportives.

## Història
El club fou fundat l'any 1960 com a resultat de la fusió dels clubs Jeanne d'Arc du Soudan i Espérance de Bamako.
El Jeanne d'Arc va ser fundat el 1938 per dos francesos-africans i el reverend missioner Père Bouvier. El nom l'adoptà del Jeanne d'Arc Dakar, i l'uniforme blanc d'una societat missionera anomenada Pères Blancs, uniforme que reté l'Stade. Fou un dels clubs més importants abans de la independència. Guanyà la Copa AOF el 1953 i 1956 i en fou finalista el 1951 i 1959 (la darrera disputada). Guanya 4 de sis finals disputades de la coupe du Soudan (victòria el 1950, 51, 52, 55 i derrota el 1947, 48). El seu gran rival fou l'Africa Sport de Bamako, que esdevingué Djoliba AC el 1960. Alguns dels seus jugadors més destacats foren Mamadou "Coulou" Coulibaly, Seydou Ndaw, Seydou Thiam, Cheick Oumar Diallo, Bacoroba "Baco" Touré, i Oumar Sy.
L'Espérance de Bamako va ser fundat el 1958 com un club d'estudiants, sota la supervisió de Fernand Diarra i capitanejat per Bakary Samaké.
Després de la independència, els dos clubs de Bamako es fusionaren en l'Stade Malien de Bamako (1960). L'Stade és un dels clubs amb més títols del país. Juga a l'estadi 26 mars al centre de la ciutat tot i que el club té els quarters a la zona est, al barri industrial de Sotuba.
Fou finalista de la Copa de Campions africana el 1964-65. Alguns destacats jugadors que han passat pel club han estat Modibo Maïga, Boucader Diallo, Mohamed Djila, Bassala Toure, Djélimory Kané, Rafan Sidibé, Mohammed Muyei, Lassine Diarra, Dramane Traoré (1999), Adama Diakite, Harouna Diarra, i Soumbeyla Diakité.

## Palmarès
- Lliga maliana de futbol:[2]
  - 1970, 1972, 1984, 1987, 1989, 1993, 1994, 1995, 2000, 2001, 2002, 2003, 2005, 2006, 2007, 2010, 2011, 2013, 2014, 2015, 2016
- Copa maliana de futbol:[3]
  - 1961, 1963, 1970, 1972, 1982, 1984, 1985, 1986, 1988, 1990, 1992, 1994, 1997, 1999, 2001, 2006, 2013, 2015, 2018
- Supercopa maliana de futbol:
  - 1998, 2000, 2001, 2005, 2006, 2007, 2009, 2010, 2014
- Copa Confederació africana de futbol:
  - 2009
- Campionat d'Àfrica Occidental de futbol (Copa UFOA):
  - 1992
- Copa de l'Àfrica Occidental Francesa:
  - 1953, 1956 (com a Jeanne d'Arc)

## Secció de basquetbol
L'equip de l'Stade disposa de seccions masculina i femenina de basquetbol. L'equip masculí fou campió de Mali el 2003 i 2004.

## Altres seccions
L'Stade Malien de Bamako també té altres seccions com ara: atletisme i rugbi.